# Thuladurlung
Thuladurlung (nep. ठुलादुर्लुङ) – gaun wikas samiti w środkowej części Nepalu w strefie Bagmati w dystrykcie Lalitpur. Według nepalskiego spisu powszechnego z 2001 roku liczył on 327 gospodarstw domowych i 1811 mieszkańców (914 kobiet i 897 mężczyzn).